# L'Université catholique
L’Université catholique est une revue catholique française ultramontaine, fondée en 1836 par Philippe Gerbet, Antoine de Salinis, Casimir de Scorbiac et Charles de Montalembert. Revue religieuse, philosophique, scientifique et littéraire se présentant comme « un commencement d'université catholique par la presse », elle réunit des religieux et des savants du monde catholique couvrant les périodes de la monarchie de Juillet et de la Deuxième République.
Elle est absorbée en 1855 par les Annales de philosophie chrétienne.

## Éléments d'histoire

### L'essor des journaux d'idées
À partir des années 1820, le journal, en tant que publication, devient un vecteur important pour la diffusion des idées. Ainsi, pour pallier le manque de lieux d'étude, les écrits d'idées s'étoffent et sont publiés dans des revues diffusées à l'échelle nationale, sur le modèle de ce qui existe dans les autres pays européens. Plusieurs d'entre elles sont caractérisées par une pensée qualifiée aujourd'hui de catholicisme social, dont découle l'Université catholique. On peut citer :
- Le Mémorial catholique, journal créé en 1824 par Philippe Gerbet et Antoine de Salinis, deux disciples de La Mennais qui accueille notamment les écrits de ce dernier et cesse de paraitre en 1830[1] ;
- l'Avenir, un quotidien dont Félicité de La Mennais est rédacteur en chef et qui commence à paraitre en 1830. Son contenu est condamné par l'encyclique Mirari Vos ce qui entraine une suspension de la publication par les auteurs et le rédacteur en chef, en 1831.

À la suite de la condamnation du journal l'Avenir, Charles de Montalembert rachète le journal intitulé L'Univers en 1838 afin d'en diriger la publication, autour des questions sociales.
L'abbé Gerbet et le comte Charles de Coux cherchent à améliorer leur formation en sciences religieuses et humaines, critiquant un clergé souvent peu équipé face à la montée des doctrines matérialistes, de l'athéisme voire du sentiment antireligieux. Ils organisent à destination de la jeunesse étudiante, diverses conférences publiques portant notamment sur la philosophie de l'histoire ou encore l'économie politique.
À la suite de l'encyclique Mirari vos et de la parution de Paroles d'un croyant en 1834, Gerbet et de Coux prennent leur distance avec La Mennais. L'année suivante, ils réunissent certains de leurs amis — Pierre-Antoine Berryer, Louis Rousseau, Augustin Bonnetty, Théophile Foisset, etc. — afin de lancer une revue religieuse, scientifique et littéraire qui constitue « un commencement d'université catholique par la presse ».
Parmi les fondateurs du journal, certains étaient rattachés au collège de Juilly. Antoine de Salinis et Casimir de Scorbiac en étaient alors les directeurs et travaillaient à la publication d'un livre d'histoire de la philosophie, avec le souci de synthétiser et diffuser une vision des sciences sociales, appuyée sur des vérités spirituelles. Ce journal apparait, en lien avec le courant de l'école mennaisienne qui cherche à diffuser la notion de « sens commun ».

### Journal indépendant (1836 à 1846)
Après un numéro préliminaire en juillet 1835, Gerbet lance L'Université catholique en janvier 1836 avec le soutien des oratoriens du collège de Juilly, dont l'abbé de Salinis et l'abbé Casimir de Scorbiac qui dirige le collège mais accepte de prendre en charge le secrétariat d'une revue marquée par l'ultramontanisme.
Celle-ci devient « l'un des plus beaux fleurons du renouveau de l'école catholique française »— rassemblant parmi les plus beaux noms du monde catholique français de l'époque — et connait un certain succès en recueillant dès sa première année 1 841 abonnés.
Dirigée à partir de 1843 par Augustin Bonnetty qui en assurait déjà la rédaction depuis 1838, la revue s'intéresse de moins en moins aux questions sociales. Son audience décroit, notamment à la suite des départs de l'abbé de Salinis, devenu évêque d'Amiens en 1849, puis celui de l'abbé Gerbet, nommé à la tête de l'évêché de Perpignan en 1854.

### Propriété du journal par Augustin Bonnetty (1846 à 1855)
À partir de 1846, l'Université catholique est dirigée par Augustin Bonnetty, qui dirige en même temps les Annales de philosophie chrétienne depuis la création de ce titre en 1830.
La revue dirigée par les Annales de philosophie chrétienne à partir de 1846 cesse d'exister en 1855 par une annonce faite dans le numéro des Annales.
Le dernier numéro de l'Université Catholique est le 40e volume, fin de la 2e série.

## Description

### Périodicité mensuelle
La revue connait un numéro préliminaire et un prospectus en juillet 1835. À partir de janvier 1836, elle parait mensuellement le 15 du mois et propose 80 pages ou 160 colonnes, vendue 40 francs à Paris et 25 en province. Elle connait deux séries de vingt tomes (1838-1845, 1846-1855) pour un total de quarante volumes.

### Contenu structuré en différents cours
La revue est intitulée Université catholique car, outre une revue littéraire, elle propose diverses séries d'articles importants qui s'apparentent à des cours correspondant aux facultés universitaires d'alors.
Le programme des cours est regroupé en cinq sections, on peut citer celles qui sont présentées dans le premier numéro:
- Faculté des sciences religieuses et philosophiques (cours d'écriture sainte, d'introduction à l'étude des vérités chrétiennes, cours sur la religion) ;
- Faculté des sciences sociales (cours d'économie politique, cours sur l'histoire de l'économie politique) ;
- Faculté des lettres et arts (cours d'histoire générale de la littérature, cours sur l'art chrétien) ;
- Faculté des sciences physiologiques, physiques et mathématiques (cours de géologie) ;
- Faculté des sciences historiques (cours d'histoire de France, cours sur l'histoire littéraire et sociale des siècles catholiques.

Cette division de la revue en différentes facultés perdure quelque temps. Puis, les cours s'étoffent et se diversifient au fur et à mesure de la participation de nouveaux collaborateurs, avec pour fil conducteur une approche pluri-disciplinaire mêlant les différentes approches de la pensée.

## Comité de rédaction
Un très grand nombre de savants et d'enseignants participent à la rédaction de cours qui sont publiés dans la revue. Voici quelques-uns des cours et des sujets abordés, permettant d'envisager la diversité des domaines de spécialité des collaborateurs :
- Jacques Binet (astronomie) ;
- Edmond de Cazalès (histoire générale de la littérature) ;
- Charles de Coux (économie sociale) ;
- Édouard Dumont (histoire de France) ;
- Charles Forbes de Montalembert (histoire littéraire et sociale des siècles catholiques) ;
- Genoude (écriture sainte) ;
- Henri-François Gaultier de Claubry : (physique) ;
- Philippe Gerbet (introduction à l’étude des vérités chrétiennes) ;
- Joseph Récamier et Antoine Laurent Bayle (médecine) ;
- Antoine de Salinis (la religion considérée dans ses bases [...] avec les connaissances humaines) ;
- François Rio et Théophile Foisset (art chrétien) ;
- Alban de Villeneuve-Bargemon (histoire de l’économie politique).

#### Articles publiés dans la revue
- Augustin Bonnetty, « Compte rendu à nos lecteurs » : 3. Réunion de l'Université Catholique aux Annales de philosophie chrétienne », Annales de philosophie chrétienne, 4e série, vol. 12,‎ 1855, p. 517 (lire en ligne)
- Augustin Bonnetty, « Compte rendu à nos abonnés », L'Université catholique, vol. 39 - tome XIX, no 109,‎ 1855, p. 573 (lire en ligne, consulté le 3 avril 2018)
- Melchior Du Lac, « Notice sur M. l'abbé de Scorbiac », L'Université catholique, vol. 23 - tome III, no 13,‎ 1847, p. 21 (lire en ligne)
- Philippe Gerbet, « Programme des cours », L'Université catholique, Paris, E.-J. Bailly, t. 1,‎ 1836, p. 54 à 64 (lire en ligne)

#### Ouvrages de synthèse
- Gaston Bordet, « Jalons pour une étude de l'ultramontanisme. Religieuses et prêtres franc-comtois à Rome au XIXe siècle (1789-1870) », Publications de l'École Française de Rome, vol. 52, no 1,‎ 1981, p. 767 à 819 (lire en ligne)
- Philippe Boutry, « Rerum novarum. Écriture, contenu et réception d’une encyclique : L'encyclique Rerum novarum et le climat intellectuel des années quarante du XIXe siècle », Publications de l'École Française de Rome, vol. 232, no 1,‎ 1997, p. 69 à 89 (lire en ligne)
- Jean-Claude Caron, « Frédéric Ozanam, étudiant catholique (1831-1836) », Revue d'histoire de l'Église de France, vol. 85, no 214,‎ 1999, p. 39 à 53 (BNF 42246365, lire en ligne)
- Charles Kannengiesser et Yves Marchasson, Humanisme et foi chrétienne : mélanges scientifiques du centenaire de l'Institut catholique de Paris, Paris, Éditions Beauchesne, 1976, 662 p. (BNF 34581408, lire en ligne)
- François Laplanche, « La notion de « science catholique » : ses origines au début du XIXe siècle », Revue d'histoire de l'Église de France, vol. 74, no 192,‎ 1988, p. 63 à 90 (BNF 42246365, lire en ligne)
- Roland Lardinois, L’invention de l’Inde : Entre ésotérisme et science, Paris, CNRS éditions, 2007, 493 p. (BNF 41175624, lire en ligne), chap. 2 (« Savoirs orientalistes et discours prophétiques »), p. 67 à 88
- François Laplanche (dir.), Jean-Marie Mayeur (dir.) et Yves-Marie Hilaire (dir.), Dictionnaire du monde religieux dans la France contemporaine : Les sciences religieuses. Le XIXe siècle (1800-1914), vol. 9, Paris, Beauchesne, 1996, 678 p. (BNF 35849457), p. 82 et 83